# Une chaîne anglaise
 (janvier 2025).
Si vous disposez d'ouvrages ou d'articles de référence ou si vous connaissez des sites web de qualité traitant du thème abordé ici, merci de compléter l'article en donnant les références utiles à sa vérifiabilité et en les liant à la section « Notes et références ».
Une chaîne anglaise est une comédie-vaudeville d'Eugène Labiche et de Saint-Yves, représentée pour la 1re fois à Paris au Théâtre de la Montansier le 4 août 1848.

## Distribution
| Acteurs et actrices ayant créé les rôles |                   |
| Personnage                               | Acteur ou actrice |
| Doublemard, père de Louise               | Sainville         |
| Charençon, gendre de Doublemard          | Grassot           |
| Édouard Melvil, gendre de Doublemard     | Derval            |
| Crockford, aubergiste anglais            | Augustin          |
| Louise, fille de Doublemard              | Maria Brassine    |
| Victorine, domestique de Doublemard      | Mlle Juliette     |
| Mme Duhamel, maîtresse d'hôtel           | Mme Grassot       |
| Un domestique (premier acte)             | Rémy              |